# Gunnar Solka
 (mars 2017).
Gunnar Solka (né le 20 novembre 1970 à Osterburg) est un acteur allemand.
Après avoir fréquenté les cours du centre d'art dramatique de Munich Schauspiel München, il joue sur les planches et à la télévision. Depuis 1999 il interprète des rôles de théâtre, entre autres sous la direction de Cordula Trantow (Faust), Anna Bergmann (Krankheit der Jugend) et de Philine Velhagen (Warum man im Kino weint, 2003-2005).
De 2004 à la fin de la série en 2020, il a tenu pendant 16 ans l'un des rôles principaux de Peter "Lotti" Lottmann dans le feuilleton Lindenstraße. À la télé il a joué aussi le capitaine Harald Hofer dans Marienhof (épisodes 1500-1516) et autres rôles.

## Liens
- Gunnar Solka schauspielervideos
- Gunnar Solka Serienlexikon
- « Gunnar Solka » (présentation), sur l'Internet Movie Database